# Giovanni Battista Salvi da Sassoferrato
Giovanni Battista Salvi da Sassoferrato (Sassoferrato, 25 de agosto de 1609 – Roma, 8 de agosto de 1685), também conhecido como Giovanni Battista Salvi, foi um pintor barroco italiano.
Estudou em Nápoles com Domenichino, se tornando, através deste, pupilo de Agostino Carracci. Várias pinturas suas foram influenciadas por trabalhos de Perugino, Rafael e Ticiano. Suas madonas são especialmente inspiradas em Rafael.